# Marzena Marciniak
Marzena Marciniak (ur. 2 maja 1991 w Ostrołęce) – polska koszykarka, występująca na pozycjach rzucającej lub niskiej skrzydłowej, obecnie zawodniczka SKK Polonii Warszawa.

## Osiągnięcia
Stan na 30 marca 2023, na podstawie, o ile nie zaznaczono inaczej.

### Drużynowe
- Zdobywczyni Pucharu Polski (2011)
- Finalistka Pucharu Polski (2012)
- Mistrzyni I ligi (2020, 2022)[2][3]
- Wicemistrzyni I ligi (2018, 2019, 2021)[4][5][6]
- Uczestniczka międzynarodowych rozgrywek Euroligi (2011/2012)

### Indywidualne
- MVP grupy A I ligi polskiej (2022)[7]

### Reprezentacja
- Brązowa medalistka mistrzostw Europy U–20 (2011)[8]